# 髙木康博
髙木 康博（たかぎ やすひろ、1972年2月6日 - ）は、NHKのアナウンサー。

## 人物
慶應義塾高等学校を経て慶應義塾大学経済学部卒業後、1994年入局。
好きな食べ物はラーメン、カレー、B級グルメ。

## 過去の担当番組・業務
宮崎放送局時代
- おはよう宮崎（不定期）
- ニュース845宮崎（不定期）
- NHKニュース宮崎645（不定期）
- 宮崎県のニュース・中継・リポート

奈良放送局時代
- ニュースかんさい発奈良（キャスター）
- 奈良県のニュース・中継・リポート

佐賀放送局時代
- 佐賀県のニュース・中継・リポート
- ニュース6佐賀（キャスター）
- おはよう佐賀（不定期）

徳島放送局時代
- 徳島県のニュース・中継・リポート
- 放送部副部長（アナウンス統括）
- とく6徳島（編集責任者）
- とくしまニュース845（不定期）
- おはよう徳島（不定期）
- 徳島局制作番組の編集責任者

東京アナウンス室時代
- ニッポンときめき歴史館（1999年、リポーター）
- おーい、ニッポン 今日はとことん奈良県（2002年6月2日）
- おーい、ニッポン 私の好きな佐賀県（2004年3月7日）
- NHK BSニュース
- NHKニュースおはよう日本（リポーター）
- ニュース・気象情報（2013年8月 - 2015年6月）
- Nスペ5min. “血糖値スパイク”が危ない 〜見えた! 糖尿病・心筋梗塞の新対策〜（ナレーション・2016年10月8日）
- 月刊!ジョセイメセン（NHK BS1）アシスタント
- 島根県内のニュース・気象情報（松江放送局への応援）（2024年4月15日）
- 茨城県のニュース（水戸放送局への応援）（2024年10月25日、28日） ※お昼のニュースは、同日の『列島ニュース』でも全国放送。

札幌放送局時代
- ニュース北海道645（不定期）
- 北海道のニュース
- 管理業務主体
- 放送部アナウンス専任部長（2019年6月-2023年3月）→メディアセンター専任部長（2023年4月-6月）
- 札幌放送局制作番組の編集責任者